# German z Paříže

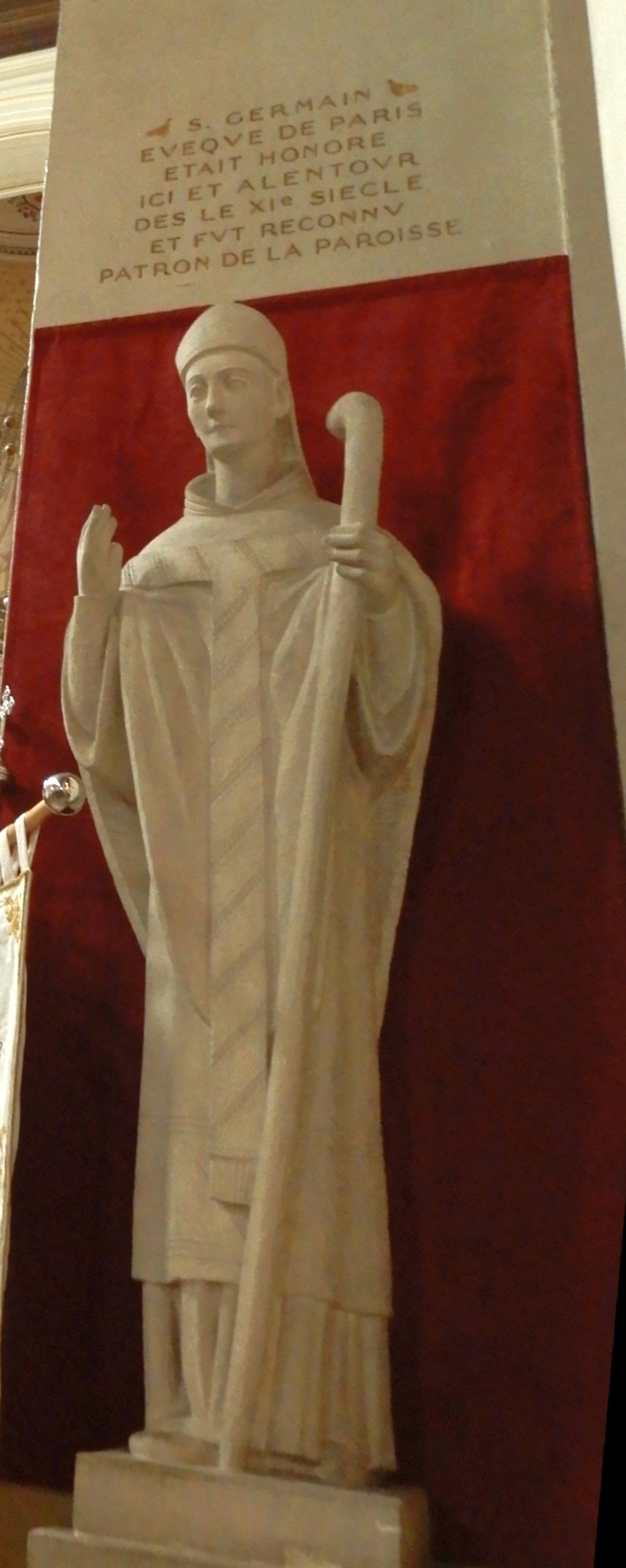
Socha sv. Germana z kostela v St. Germain-en-Laye, sádra, po roce 1800

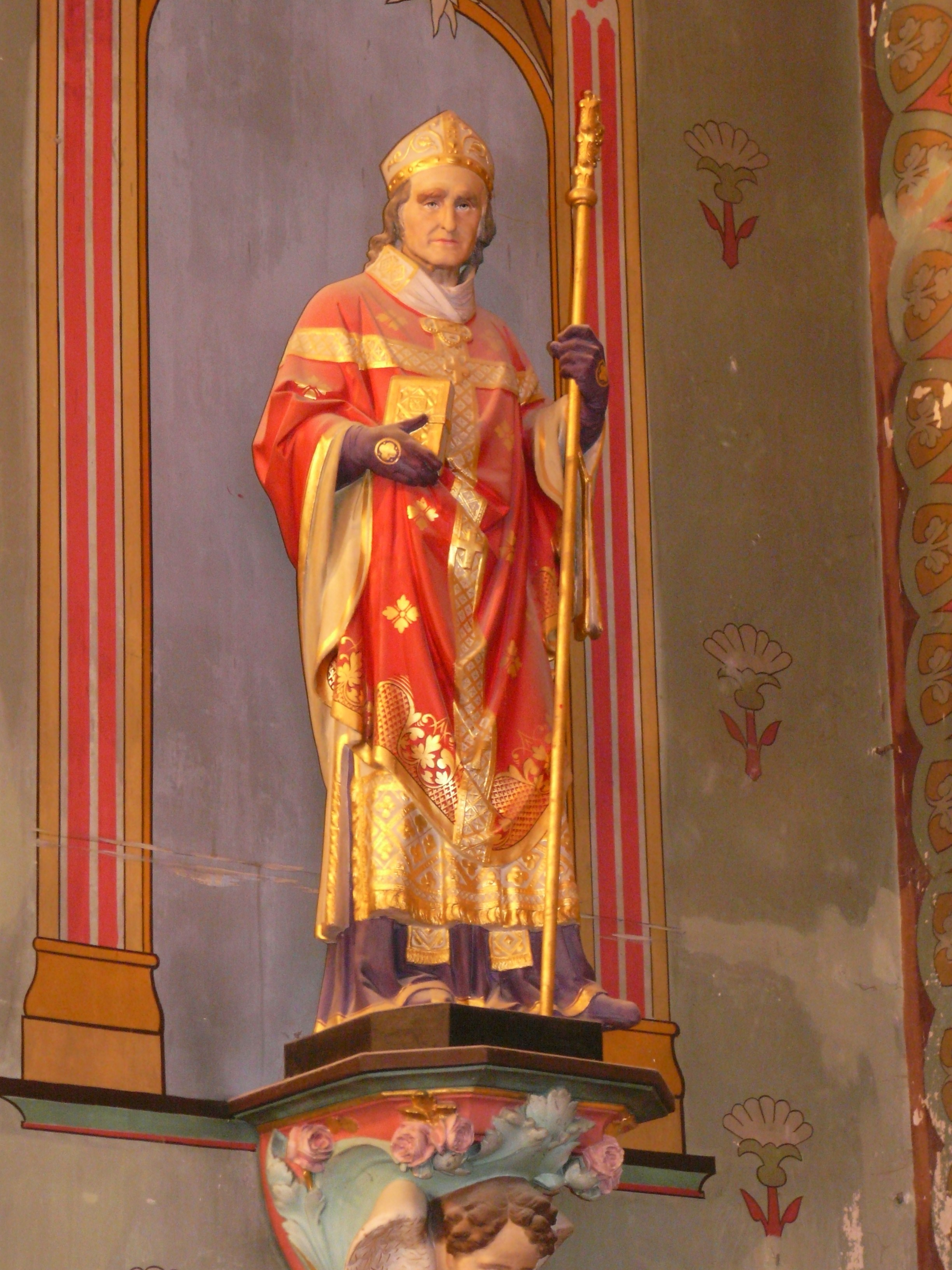
Socha sv. Germana v kostele v Rouffignacu

German z Paříže (496 u Autunu – 28. května 576 Paříž) byl franský světec  a v letech 550–576 pařížský biskup. V liturgickém kalendáři se připomíná 11. října.

## Životopis
German (Heřman) se narodil poblíž Autunu v Burgundsku a žil jako poustevník. V roce 530 byl vysvěcen na kněze. O deset let později roku 540 byl zvolen opatem kláštera svatého Symforiana v Autunu a později, roku 555 biskupem v Paříži a kaplanem franského krále Childeberta I. Stal se významným kazatelem, zejména mezi zajatci. German se za vlády krále podílel na misijní činnosti, zejména na pokřesťanštění Franků, budování kostelů a klášterů ve své diecézi. Spolupracoval s Leodegarem z Autunu, který byl za svou činnost také svatořečen.
Podle legendy biskup předpověděl své úmrtí dlouho dopředu a nechal si na pelest své postele vytesat datum 28. května. Po své smrti v roce 576 byl pohřben v kapli u kláštera sv. Vincenta, v němž byly uloženy ostatky svatého Vincenta, získané ve španělské Zaragoře a dovezené králem Childebertem I.

## Kostely
- V roce 754 bylo Germanovo tělo přeneseno do klášterního kostela benediktinů na jižním břehu Seiny, který posléze získal jeho zasvěcení – Saint-Germain-des-Prés (sv. German v lukách). Kolem kláštera za městem se později vytvořila stejnojmenná čtvrť, kterou dnes protíná Boulevard Saint-Germain.
- Druhá část ostatků dala základ pařížskému gotickému chrámu Saint-Germain-l'Auxerrois na severním břehu Seiny, který byl postaven východně od královského hradu Louvru, stal se ve 14. století farním chrámem francouzských králů, a posléze i celé stejnojmenné pařížské čtvrti.
- Třetí relikvie byla asi roku 1060 vložena do oltáře chrámu v Saint-Germain-en-Laye severozápadně od Paříže, kde svatý German se svatým Legérem působili.
- Čtvrté zasvěcení v okruhu světcova někdejšího působení ve středověku dostal kostel Saint-Germain-de-Charonne na východním okraji dnešní Paříže, při kterém byl malý hřbitov, rozšířený po roce 1803 na Hřbitov Père-Lachaise s celoměstskou působností.

## Patrocinia
German je patronem vězňů, zajatců a hudby. Je vzýván proti požárům a horečce.

## Ikonografie
Bývá zobrazován jako biskup v kasuli s mitrou na hlavě a s berlou v pravici, často s gestem oranta. K jeho atributům patří řetězy a hořící dům. Objevuje se ve dvojici se svatým Vincencem. Nedostatek zpráv o jeho životě vedl k jeho identifikaci se svatým Germanem z Auxerre. Jeho patrocinium nese několik obcí ve Francii (v départementech l’Ardèche,’Aube, Meurthe-et-Moselle, Haute-Saône, Vienne, Saint-Germain-du-Bel-Air, Saint-Germain-de-Confolens, Saint-Germain-de-Montbron, a Éghezée v Belgii.